# Saint-Étienne-de-Fursac
Saint-Étienne-de-Fursac korábbi község Franciaországban, Creuse megyében. 2017. január 1-jén Saint-Pierre-de-Fursac korábbi községgel egyesült és az így létrejött Fursac új község része lett.
Lakosainak száma 740 fő (2018. január 1.). Saint-Étienne-de-Fursac Saint-Pierre-de-Fursac, Arrènes, Chamborand, Le Grand-Bourg, Marsac, Saint-Priest-la-Feuille, Folles és Laurière községekkel határos.

## Népesség
A település népessége az elmúlt években az alábbi módon változott:
| Lakosok száma | 793  | 781  | 1551 | 767  | 740  |
|               | 2013 | 2015 | 2016 | 2017 | 2018 |